# هربرت هنری داو
هربرت هنری داو (انگلیسی: Herbert Henry Dow؛ زاده ۲۶ فوریه ۱۸۶۶ درگذشته ۱۵ اکتبر ۱۹۳۰) یک دانشمند آمریکایی-کانادایی در زمینه صنایع شیمیایی بود.